# Stazione di Roverbella Centro
La stazione di Roverbella Centro era posta lungo la ferrovia Mantova-Peschiera, a servizio dell'omonimo Comune.

## Storia
Completata nel 1927 a cura del Consorzio interprovinciale per la Ferrovia Mantova-Peschiera, la linea ferroviaria, e con essa la stazione, venne affidata nel 1932 in subconcessione la linea alla Società Anonima Esercizi Riuniti (SAER); l'inaugurazione ufficiale avvenne il 13 maggio 1934.
Il 14 febbraio 1948 il Consorzio Interprovinciale riassunse la gestione diretta della linea e degli impianti. L'edificio di stazione e la tettoia dello scalo merci, danneggiati nel corso della seconda guerra mondiale, furono ricostruiti negli anni Cinquanta.
Nel 1963 la gestione della linea passò infine all'Azienda Interprovinciale Autoservizi di Mantova (APAM) che interruppe nell'estate di quell'anno i collegamenti diretti con la darsena di Peschiera e la navigazione lacuale del Garda. Il Ministero dei trasporti, con decreto 23 agosto 1966, n. 2974, decise di sostituire la linea con un autoservizio e i treni passeggeri e merci percorsero per l'ultima volta la linea il 30 aprile 1967. Il binario venne smantellato nei primi mesi del 1971.

## Strutture e impianti
Analogamente alle altre stazioni della linea, l'impianto era dotato di un magazzino merci con relativo binario di servizio. Dallo scalo si dipartiva inoltre il raccordo per i magazzini ortofrutticoli, posti a lato del fabbricato viaggiatori.

## Movimento
La stazione era interessata dal traffico locale passeggeri per Mantova e, dal 31 marzo 1957, dalle corse dirette da/per Brescia.